# Битка при Аркадиопол (1194)
Битката при Аркадиопол се провежда през 1194 г. близо до днешния град Люлебургас в Турция между България и Византийската империя.

## Причини
След големия успех в Тревненския проход през 1190 г. българските войски често атакуват Тракия и Македония, за да освободят всички свои земи. Византийците не могат да се изправят срещу бързата българска конница, която атакува от различни посоки на огромна територия. Около 1194 г. Иван Асен I завзема важния град София и обкръжаващите зони, както и горната част на долината на река Струма, откъдето неговите армии напредват дълбоко в Македония.

## Битка
За да отвлекат вниманието на българите, византийците решават да ударят в източна посока. Събират източната си армия под командването на Алексий Гид и западната армия под командването на доместика Василий Ватаци, за да спрат възхода на българите. Близо до Аркадиопол в Източна Тракия те се срещат с българската армия. След свирепа битка византийските армии са унищожени. Повечето от войниците на Гид загиват и той трябва да бяга, за да спаси живота си, докато западната армия е изцяло заклана, а главнокомандващият ѝ е убит на бойното поле.

## Последици
След загубата Исак II Ангел трябва да моли унгарския крал Бела III за помощ. Византия трябва да нападне от юг, а Унгарското кралство – от северозапад и да завземе Белград, Браничево и евентуално Видин, но планът се проваля. През март 1195 г. Исак втори успява да организира кампания срещу България, но е свален от брат си Алексий III Ангел и кампанията също се проваля. На следващата година византийците са разбити в битката при Сяр.